# كاري براون
كاري براون (بالإنجليزية: Carrie Brown)‏‏ (25 مايو 1959 في كونيتيكت - ) روائية من الولايات المتحدة.